# Majel Barrett
Majel Leigh Hudec (Cleveland, 23 de fevereiro de 1932 – Los Angeles, 18 de dezembro de 2008), mais conhecida como Majel Barrett, foi uma atriz e produtora norte-americana. É lembrada por seu papel da enfermeira Christine Chapel, na série clássica de Star Trek, por Lwaxana Troi, em Star Trek: The Next Generation e Star Trek: Deep Space Nine, bem como a voz do computador de várias naves da franquia.
Era a segunda esposa de Gene Roddenberry, tendo se casado com ele em 6 de agosto de 1969, no Japão, após o cancelamento da série e com ele esteve casada por 22 anos, até a morte dele em 1991. Por conta de seu envolvimento com a séries e filmes, e por seu casamento com Gene, ela ficou conhecida também como a "primeira-dama de Star Trek". O casal teve um filho, Eugene "Rod" Roddenberry, Jr., nascido em 1974.

## Biografia
Majel nasceu em Cleveland, em 1932. Desde criança adorava atuar e começou a ter aulas de teatro. Depois de se formar no ensino médio pela escola Shaker Heights, ela se mudou para Coral Gables, na Flórida, para cursar a Universidade de Miami. Por volta dessa época, começou a pegar alguns papéis e pontas e decidiu se mudar para Hollywood. Seu pai, William Hudec, era policial em Cleveland e morreu durante uma operação policial em 1955, enquanto Majel excursionava com uma companhia de teatro.

## Carreira
Começou a fazer pontas em filmes e programas de televisão, tendo inclusive participado da produção The Lieutenant, produzida por Gene Roddenberry e estudou comédia e atuou com Lucille Ball. Em 1960, interpretou Gwen Rutherford em Leave It to Beaver.
Famosa por suas participações em todas as séries de Star Trek:
- Star Trek como Number One , no episódio piloto The Cage.
- Star Trek como Christine Chapel, enfermeira da nave USS Enterprise.
- Star Trek: The Animated Series como Christine Chapel.
- Star Trek: The Next Generation como Lwaxana Troi e como a voz do computador.
- Star Trek: Deep Space Nine como Lwaxana Troi e como a voz do computador.
- Star Trek: Voyager como a voz do computador.
- Star Trek: Enterprise como a voz do computador da Enterprise-D no episódio These Are the Voyages... e a voz do computador da USS Defiant no episódio In a Mirror, Darkly: Part 2.

Também atuou em alguns dos filmes de Star Trek no cinema:
- Star Trek: The Motion Picture como Dra. Christine Chapel.
- Star Trek IV: The Voyage Home como Dra. Christine Chapel.
- Star Trek: Generations, sétimo filme da série, como a voz do computador da Enterprise.
- Star Trek: First Contact, oitavo filme da série, como a voz do computador.
- Star Trek: Nemesis, décimo filme da série, como a voz do computador.
- Star Trek XI (2009), décimo-primeiro filme e primeiro de uma nova série passada em uma realidade alternativa como a voz do computador da Frota Estelar.

Além disso, fez dublagens para vários videogames baseados em Star Trek, apareceu numa outra franquia de séries e telefilmes de "space opera" co-estrelada por Walter Koenig (Babylon 5), estrelou e produziu as séries Earth: Final Conflict e Andromeda, antigos projetos de seu falecido marido Gene Roddenberry, escreveu um episódio de Star Trek: Deep Space Nine e até fez a voz do computador na webserie Star Trek: New Voyages (agora "Star Trek: Phase II"), produzida por fãs e autorizada pela Paramount.
Outros projetos para a TV de Gene Roddenberry de que participou e não passaram do piloto foram O Segundo Gênese, Projeto Questor (no SBT, "O Andróide"), Planet Earth, este uma refilmagem de Genesis II e Spectre, uma mistura de Sherlock Holmes com Kolchak: The Night Stalker.
Fora da ficção científica, atuou nas séries The Lieutenant, criada por Gene Roddenberry antes de Star Trek, Bonanza, nos filmes A Guide for the Married Man, Onde Ninguém Tem Alma e O Princípio do Dominó, do telefilme O Homem na Roupa de Papai Noel e dublou as séries em desenho animado Spider Man (1996) e Family Guy.

### Morte
Majel Barrett-Roddenberry faleceu na manhã de 18 de dezembro de 2008, em sua casa, em Bel Air, Los Angeles, devido à uma leucemia, aos 76 anos de idade. Um funeral público foi organizado em 4 de janeiro de 2009, em Los Angeles, onde mais de 250 pessoas compareceram, incluindo Nichelle Nichols, George Takei, Walter Koenig, Marina Sirtis, Brent Spiner, Wil Wheaton, e vários outros.
Após a morte de Gene, em 1991, Majel encomendou à Celestis Inc., que um memorial espacial fosse feito em memória de Gene e parte de suas cinzas fosse levada ao espaço. Em 26 de janeiro de 2009, a Celesit disse enviaria também as cinzas de Majel. As cinzas do casal permanece em cápsulas seladas aguardando pelo voo espacial.